# Inge de Bruijn
Inge de Bruijn (Barendrecht, 24 de agosto de 1973) é uma comentarista de TV e ex-nadadora neerlandesa. Conquistou oito medalhas olímpicas em apenas duas edições dos Jogos (Sydney 2000 e Atenas 2004), sendo quatro delas de ouro.
Foi eleita Nadadora Mundial do Ano (Swimmers of the Year concedido pela revista estadunidense Swimming World) consecutivamente em 2000 e 2001 e Nadadora Europeia do Ano (European Swimmers of the Year, concedido pela mesma revista) entre 1999 e 2001. Também foi eleita Atleta Neerlandesa do Ano (Dutch Sportswoman of the Year concedido pelo Comitê Olímpico Neerlandês em votação entre os jornalistas esportivos) em 2001.
Em 2017, em busca de um namorado participou de um reality show a rede de TV RTL 5, onde atua nua.

## Recordes pessoais
Esses são seus recordes pessoais:
| Evento                  | Piscina          | Tempo            | Data                   | Local            | Local            | Local                              |
| Nado crawl/livre        | Nado crawl/livre | Nado crawl/livre | Nado crawl/livre       | Nado crawl/livre | Nado crawl/livre | Nado crawl/livre                   |
| ----------------------- | ---------------- | ---------------- | ---------------------- | ---------------- | ---------------- | ---------------------------------- |
| 50m                     | 50m              | 24s13            | 22 de setembro de 2000 | Sydney           | Austrália        | Jogos Olímpicos Sydney 2000        |
| 50m                     | 25m              | 23s89            | 13 de dezembro de 2001 | Antuérpia        | Bélgica          | Campeonato europeu - piscina curta |
| 100m                    | 50m              | 53s77            | 20 de setembro de 2000 | Sydney           | Austrália        | Jogos Olímpicos Sydney 2000        |
| 100m                    | 25m              | 52s65            | 13 de dezembro de 2001 | Antuérpia        | Bélgica          | Campeonato europeu - piscina curta |
| Nado mariposa/borboleta |                  |                  |                        |                  |                  |                                    |
| 50m                     | 50m              | 25s64            | 26 de maio de 2000     | Sheffield        | Reino Unido      | Speedo Super Grand Prix            |
| 50m                     | 25m              | 26s09            | 10 de dezembro de 1998 | Sheffield        | Reino Unido      | Campeonato europeu - piscina curta |
| 100m                    | 50m              | 56s61            | 17 de setembro de 2000 | Sydney           | Austrália        | Jogos Olímpicos Sydney 2000        |
| 100m                    | 25m              | 57s93            | 10 de dezembro de 1998 | Sheffield        | Reino Unido      | Campeonato europeu - piscina curta |